# Романовский, Мечислав
Мечислав Романовский (пол. Mieczysław Romanowski; 12 апреля 1833, с. Жуков — 24 апреля 1863, Юзефув) — польский поэт эпохи романтизма. Повстанец 1863 года.

## Биография
Родился в обнищавшей шляхетской семье. С 1853 по 1857 обучался во львовском университете. С 1860 года стал работать в Оссолинеуме. Входил в группу прогрессивной интеллигенции, объединившейся вокруг львовской газеты «Dziennik Literacki» («Литературный журнал»); продолжатель традиций революционных романтиков. Писал статьи для журналов «Новости», «Литературный журнал», «Колокола».

### Восстание 1863 года
В 1862 году присоединился к организации польских подпольщиков.
С началом Польского восстания 1863 года возглавил отряд львовской молодежи из 30 человек, с которым намеревался перейти границу с Царством Польским и присоединиться к повстанцам, но 2 февраля 1863 его группа была разоружена, а сам Романовский арестован австрийскими властями.
После освобождения, произошедшего 4 марта 1863 года, поэт все же приехал на территорию, охваченную мятежом. Примкнул к отряду полковника Марцина Бореловского, действовавшего в районе Люблина, который, присвоив тому звание капитана повстанческих войск, назначил командиром взвода стрелков. Участвовал в бою под Боровыми Млынами.
24 апреля 1863 года, в бою у села Юзефув, Романовский погиб. Он возглавлял группу из 70 бойцов, прикрывавшую отход основной части отряда Бореловского, застигнутого врасплох превосходящими силами царской армии. После первого залпа противника капитан Романовский призвал добровольцев прикрыть отступление товарищей. Они не смогли остановить неприятеля, но их сопротивление позволило большей части отряда отступить и уйти от преследования. Повстанцы потеряли убитыми в этом бою 27 человек. Среди них был и Романовский — в перестрелке он получил смертельное ранение в голову.
Похоронен вместе с 26 погибшими в том же бою повстанцами, в братской могиле в Юзефуве.

## Творчество
Лучшая часть поэтического наследия Романовского — вольнолюбивая патриотическая лирика. Для неё характерно разнообразие поэтических форм (гимн, ода, молитва, песня и др.).
Одно из лучших произведений поэта — поэма «Девушка из Сонча» («Dziewczę z Sącza», 1861), посвященная событиям шведского нашествия XVII века.
М. Романовскому принадлежат также поэмы и повести («Проект» — «Projekta», «Вчера» — «Wczoraj»).
Историческая трагедия «Попель и Пяст» («Popiel i Piast», 1862) во многом связана с романтическим славянофильством (культ славянского веча, осуждение немецкого феодализма).